# Elecciones al Senado de Argentina de 1886
Las Elecciones al Senado de la Nación Argentina de 1886 fueron realizadas a lo largo del mencionado año por las Legislaturas de las respectivas provincias para renovar 10 de las 30 bancas del Senado de la Nación. En la Capital Federal el senador fue electo mediante el sistema indirecto de votación, donde se eligieron a electores que luego se reunirián en el Colegio Electoral y proclamarían al senador electo.

## Cargos a elegir
| Provincia           | Senado    | Senado    |
| Provincia           | Senadores | A renovar |
| ------------------- | --------- | --------- |
| Buenos Aires        | 2         | 1         |
| Capital Federal     | 2         | 1         |
| Catamarca           | 2         | —         |
| Córdoba             | 2         | —         |
| Corrientes          | 2         | 1         |
| Entre Ríos          | 2         | —         |
| Jujuy               | 2         | 2         |
| La Rioja            | 2         | —         |
| Mendoza             | 2         | 1         |
| Salta               | 2         | —         |
| San Juan            | 2         | 1         |
| San Luis            | 2         | —         |
| Santa Fe            | 2         | 1         |
| Santiago del Estero | 2         | 1         |
| Tucumán             | 2         | 1         |
| Total               | 30        | 10        |

## Resultados por provincia
| Provincia           | Senador electo       |
| ------------------- | -------------------- |
| Buenos Aires        | Aristóbulo del Valle |
| Capital Federal     | Antonino Cambaceres  |
| Corrientes          | Manuel Derqui        |
| Jujuy               | Domingo T. Pérez     |
| Jujuy               | José Eugenio Tello   |
| Mendoza             | Tiburcio Benegas     |
| San Juan            | Anacleto Gil         |
| Santa Fe            | José Elías Gollán    |
| Santiago del Estero | Maximio Ruiz         |
| Tucumán             | Benjamín Paz         |

1. ↑  Renunció el 31 de julio de 1890, lo reemplaza Máximo Paz el 3 de enero de 1891.
2. ↑  Falleció el 27 de noviembre de 1888, lo reemplaza Salustiano J. Zavalía el 2 de mayo de 1889. Salustiano J. Zavalía renunció el 18 de abril de 1890, lo reemplaza Aristóbulo del Valle el 19 de mayo de 1891. Aristóbulo del Valle renunció el 27 de junio de 1891, lo reemplaza Mariano Adrián Varela el 23 de mayo de 1892. Mariano Adrián Varela renunció el 8 de junio de 1893, lo reemplaza Bernardo de Irigoyen el 31 de julio de 1894.
3. ↑  Falleció el 27 de mayo de 1891, lo reemplaza Juan Esteban Martínez el 11 de julio de 1891.
4. ↑  Renunció el 15 de febrero de 1887, lo reemplaza Rufino Ortega el 12 de mayo de 1887.
5. ↑  Renunció el 20 de mayo de 1890, lo reemplaza José Gálvez el 22 de mayo de 1890.
6. ↑  Renunció el 21 de junio de 1889, lo reemplaza Absalón Rojas el 18 de noviembre de 1889.
7. ↑  Renunció el 29 de marzo de 1892, lo reemplaza Emilio Sal el 27 de mayo de 1893.

### Capital Federal

#### Elección general
En la elección del 7 de febrero de 1886 es electo Antonino Cambaceres.

#### Elección parcial
Elección el 5 de febrero de 1888 para completar el mandato de Diego de Alvear (1883-1892). Julio Argentino Roca fue electo por el Colegio Electoral. Julio Argentino Roca renunció el 9 de agosto de 1890, lo reemplaza Leandro Alem el 19 de mayo de 1891.
| Candidato a elector | Votos |
| ------------------- | ----- |
| Arturo Saubidet     | 7.280 |
| Gabriel Reboredo    | 7.280 |
| Ceferino Cigorraga  | 7.280 |
| Miguel Méndez       | 7.280 |
| Federico Porcel     | 7.280 |
| José E. Sánchez     | 7.280 |
| Guillermo Cranwell  | 7.280 |
| Eduardo Ruiz        | 7.280 |
| Pedro M. Cernadas   | 7.280 |
| Manuel Cadret       | 7.280 |
| Juan J. Ballesteros | 7.280 |
| José Ramírez        | 7.280 |
| Emilio N. Casares   | 7.280 |
| Enrique B. Macias   | 7.280 |
| Francisco Seeber    | 7.279 |
| Juan F. Vascari     | 7.279 |
| Mauricio Roca       | 7.279 |
| José A. Novaro      | 7.279 |
| Julio Bastiani      | 7.278 |
| Claudio Berice      | 7.278 |
| Luis Ghiglioni      | 7.277 |
| José María Nevares  | 7.201 |
| Fermín P. Eguía     | 8     |
| Ramón Silva         | 5     |
| Luis J. Palma       | 1     |
| Santiago Alcorta    | 1     |
| Otto E. Reke        | 1     |